# Mirtos (plaża)

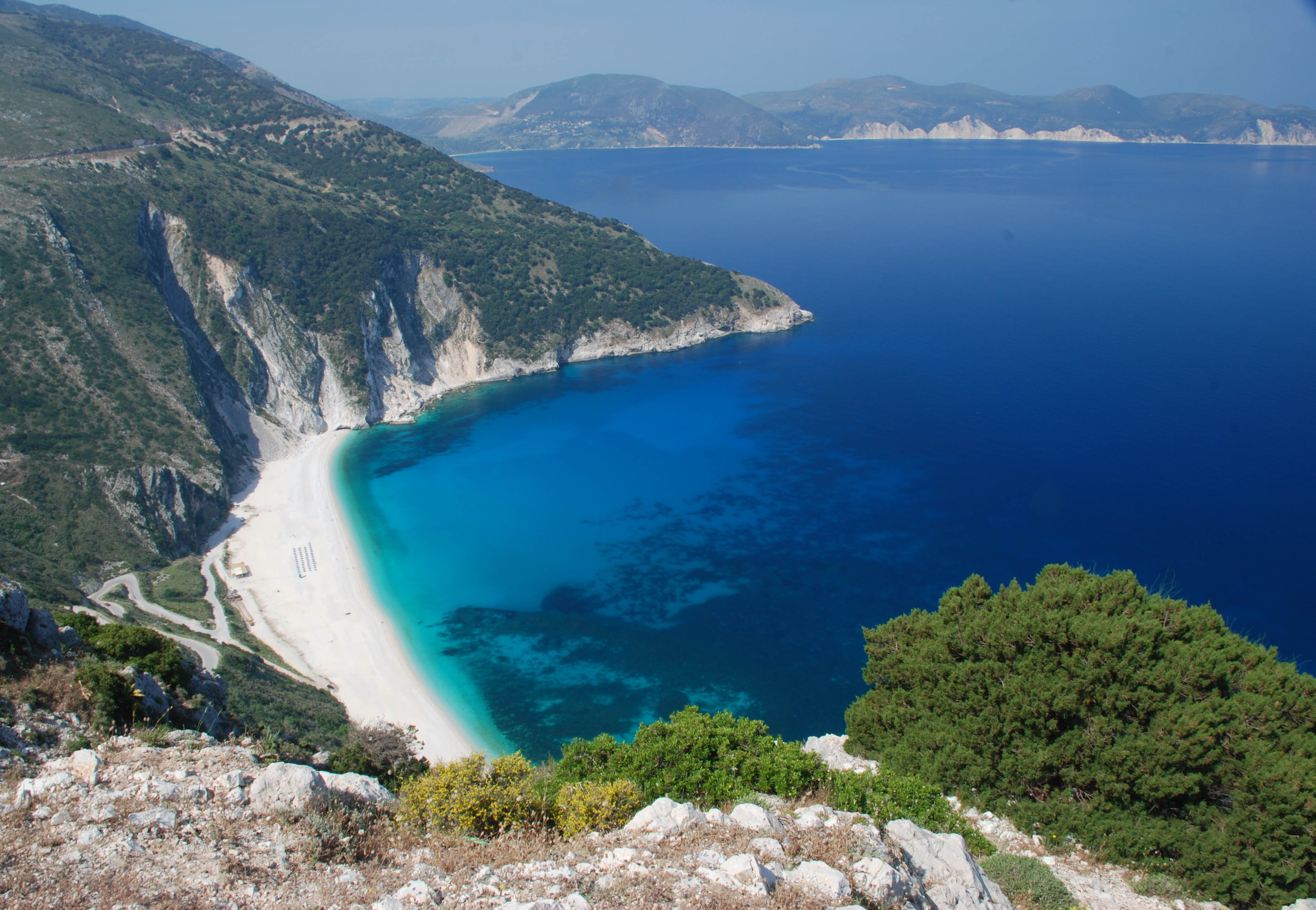
Widok z góry na plażę Mirtos

Plaża Mirtos (gr. Παραλία Μύρτου) – plaża w północno-zachodniej części wyspy Kefalinia na Morzu Jońskim, uważana za jedną z najpiękniejszych greckich plaż. 
Plaża położona jest pomiędzy górami Agia Dynati i Kalon Oros. Ma ona 800 m długości. Plażę pokrywają białe marmurowe otoczaki, przy czym wielkość kamieni maleje wraz ze zbliżaniem się do morza. Przy plaży znajduje się mała jaskinia.
Do plaży Mirtos z wioski Divarata prowadzi stroma, kręta droga o długości około 2 km, natomiast w sezonie letnim z miasteczka Agia Effimia na plażę kursują regularne autobusy.
Na wyspie Kefalinia nakręcono film Kapitan Corelli z 2001 roku. Plaża Mirtos pojawia się w scenach tego filmu.